# Dar Allouch
Dar Allouch (àrab: دار علوش, Dār ʿAllūx) és un poble de Tunísia situat a l'extrem nord-est de la península del cap Bon, a l'entrada del golf de Tunis. Es troba a 129 km de Tunis i a 80 km de Sicília. Administrativament dins de la governació de Nabeul i de la delegació de Hammam Ghezèze, forma una municipalitat que tenia 4.558 habitants el 2014.

## Paisatge
El poble disposa d'una platja i d'un bosc, anomenat Dar Chichou, de creació humana, que l'envolta. El juliol de 2011, el bosc de Dar Chichou fou devastat per un incendi i més de 400 hectàrees foren reduïdes a cendres.

## Economia
Els seus recursos agrícoles han impulsat la instal·lació d'indústria vinculada, especialment indústria conservera.

## Administració
Forma una municipalitat o baladiyya, amb codi geogràfic 15 24 (ISO 3166-2:TN-12). La municipalitat fou creada el 2 d'abril de 1966.
Al mateix temps, constitueix un sector o imada (codi geogràfic (15 58 52) de la delegació o mutamadiyya de Hammam Ghezaz (15 58).